# Giulio Petroni
Pour les articles homonymes, voir Petroni.
Giulio Petroni, né le 21 septembre 1917 à Rome et mort le 31 janvier 2010  dans la même ville, est un réalisateur italien.

## Biographie
Après avoir été diplômé en lettres, Giulio Petroni a commencé à travailler en tant que réalisateur de courts métrages politiques. Anti-fasciste, il participe à la résistance pendant la Seconde Guerre mondiale et reçoit la médaille d'argent[Quoi ?]. Après la guerre, en 1959, il réalise son premier long métrage, La cento chilometri, une comédie mettant en vedette Massimo Girotti, Riccardo Garrone et Marisa Merlini, mais se fait essentiellement connaître comme réalisateur de westerns spaghetti, dont : La mort était au rendez-vous, réalisé en 1967 après les trois premiers westerns de Sergio Leone et mettant en vedette Lee Van Cleef avec une musique d'Ennio Morricone.

## Filmographie
- 1959 : La cento chilometri
- 1960 : I piaceri dello scapolo (it)
- 1961 : I soliti rapinatori a Milano
- 1962 : Un dimanche d'été (Una domenica d'estate)
- 1967 : La mort était au rendez-vous (Da uomo a uomo)
- 1968 : Ciel de plomb (E per tetto un cielo di stelle)
- 1968 : Trois pour un massacre (Tepepa)
- 1970 : Un tueur nommé Luke (La notte dei serpenti)
- 1971 : Non commettere atti impuri (it)
- 1972 : On m'appelle Providence (La vita, a volto, è molto dura vero provvidenza?)
- 1973 : Mais laissez-nous succomber à la tentation (Crescete e moltiplicatevi)
- 1975 : Labbra di lurido blu (it)
- 1978 : L'osceno desiderio
- 1988 : Il rivale (it)